# Ogcodes deserticola
Ogcodes deserticola är en tvåvingeart som först beskrevs av Paramonov 1957.  Ogcodes deserticola ingår i släktet Ogcodes och familjen kulflugor. Inga underarter finns listade i Catalogue of Life.